# Entomobrya nigriventris
Entomobrya nigriventris is een springstaartensoort uit de familie van de Entomobryidae. De wetenschappelijke naam van de soort is voor het eerst geldig gepubliceerd in 1930 door Stach.